# Anbessa City Bus Service Enterprise
L'Anbessa City Bus Service Enterprise  è un operatore di trasporto pubblico con sede ad Addis Abeba, in Etiopia.

## Storia
L'Anbessa City Bus è una società per azioni fondata nel 1943. Negli anni 1952-1974, il capitale della società (allora unicamente chiamata "Anbessa") era detenuto da un gruppo di azionisti, fra i quali vari esponenti della chiesa ortodossa etiope, del governo e della famiglia dell'imperatore Hailé Selassié. L'azienda venne poi nazionalizzata nel 1974, sotto il regime Derg, e piazzata sotto la tutela del Ministero della Comunicazione e dei Trasporti. Dal 1994 è una società pubblica.
L'Anbessa City Bus ha recentemente iniziato ad acquistare autobus assemblati localmente dalla Metal & Engineering Corporation, un complesso industriale militare di nuova costituzione del governo etiope che ha inserito nella sua flotta più di 500 autobus assemblati localmente conosciuti come Bishoftu, nome della città in cui si trova l'impianto di assemblaggio. Otto di questi bus compiono il servizio nella città di Jimma sebbene Anbessa City Bus funziona solo ad Addis Abeba o in zone speciali dello Stato della regione dell'Oromia.
Nel 2012, erano circa 730 gli autobus urbani in possesso dell'impresa e 7 747 gli impiegati]. Quasi il 40 per cento di questi sono fuori servizio a causa di problemi tecnici]. I più vecchi autobus DAF-Berkhof che sono stati costruiti nei Paesi Bassi sono in fase di ristrutturazione per poter essere reinseriti in servizio. L'impresa opera anche 93 itinerari nei dintorni di Addis Abeba. Ogni bus ha una capacità di 100 passeggeri (30 seduti e 70 in piedi).
Questi autobus coprono una distanza collettiva di 54.000 chilometri al giorno e offrono i loro servizi a 1,5 milioni di persone, come è indicato nel documento strategico 2006/07 - 2010/11 dei cinque anni dell'Amministrazione Comunale.